# 金泳三総裁議員職除名波動
金泳三総裁議員職除名波動（キムヨンサム ぎいんしょく じょめいはどう）は、第四共和国当時の韓国における最大野党であった新民党の金泳三総裁（党首）が、与党議員によって変則的に国会通過（1979年10月4日）された議員職除名動議案によって、議員職を失った事件である。

## 概要
1979年5月の党大会で、対政府穏健派の李哲承を破って新民党の総裁職に復帰した金泳三は、「鮮明野党」と「民主回復」を旗印に、朴正煕政権との対決姿勢を鮮明に示していた。そのさなか、アメリカの『ニューヨーク・タイムズ』の記者との会見（9月10日）で8月に発生したYH事件と絡めて現在の政局を非難した上で、アメリカ政府が公開的・直接的影響力を行使して、朴政権の反民主的行動を牽制するべきであると、発言した。この発言が同紙に掲載（9月16日）された事をきっかけに、与党である民主共和党（以下、共和党）と維新政友会（以下、維政会）は「発言は事大主義的である」として、10月1日に合同調整会議を開催して、金総裁を国会から除名することを決議した。
10月4日、新民党議員らが採決阻止のため本会議場の議長席を占拠する中、法制司法分科委員会において与党（共和党と維政会）単独で金総裁除名動議案を可決、同日の午後に与党議員のみの本会議で可決された。除名動議案可決で金総裁が議員職を失ったため、新民党は党所属議員全員の国会登院拒否を決議すると共に、党議員66名全員の議員辞職を決議して民主統一党議員3名と共に、10月13日に議員職辞任願を国会事務局に提出した。この除名波動を発端として金泳三総裁の地元である釜山、そして隣接する馬山市で発生した大規模な学生・市民のデモ（釜馬民主抗争）は、朴政権崩壊（10・26事件）の引き金となった。